# Taxbathá
Taxbathá är en ort i Mexiko.   Den ligger i kommunen Tecozautla och delstaten Hidalgo, i den sydöstra delen av landet, 130 km norr om huvudstaden Mexico City. Taxbathá ligger 2 362 meter över havet och antalet invånare är 131.
Terrängen runt Taxbathá är huvudsakligen kuperad, men åt nordost är den platt. Taxbathá ligger uppe på en höjd. Runt Taxbathá är det ganska tätbefolkat, med 72 invånare per kvadratkilometer. Närmaste större samhälle är Huichapan, 17,3 km sydväst om Taxbathá. I omgivningarna runt Taxbathá växer huvudsakligen savannskog.